# Josef Česák
Josef Česák (3. června 1921 Šosteny, Hradec Králové – 19. března 2008 Vazovec, Turnov) byl český vexilolog. Je označován jako „otec české vexilologie“.

## Dílo
Josef Česák patřil mezi filatelistické publicisty a filatelie vzbudila jeho zájem o symboliku vlajek. Jako jeden z prvních zájemců o studium vlajek v Československu navázal korespondenci se zahraničními vexilology (např. i s Whitney Smithem) a seznámil ostatní s prvními vexilologickými časopisy ve světě i se svými poznatky o nauce o vlajkách. V roce 1966 otiskl v časopisu ČSAV Lidé a země článek Symbolika státních vlajek. V roce 1969 jako první Čech použil, v publikaci Josefa Pavla Kroumana Sbíráme odznaky, termín vexillologie, (tehdy se dvěma l), který vymyslel právě Dr. Smith. V roce 1972 byl Josef Česák mezi zakladateli Vexilologického klubu (dnes Česká vexilologická společnost), až do roku 1978 byl členem výboru, podílel se na přípravě zpravodaje Vexilologie a pomáhal při překladu článků do angličtiny. V prvním trojčísle byl uveřejněn jeho článek Co je vexilologie.
Po odchodu z výboru se Ing. Česák věnoval publikační činnosti, např.:
- Česko-německý ekonomický slovník (1984) – vydala Státní knihovna v Praze
- Odborné výrazy a stylistické konstrukce používané ve vexilologii (1990) – šestijazyčná příručka (spolu s Ing. Jiřím Tenorou)

## Ocenění
- Čestný diplom Vexilologického klubu (1982)
- Čestný člen Vexilologického klubu – první vexilolog, kterému bylo toto nejvyšší ocenění uděleno (2000)